# Centropogon fulvus
Centropogon fulvus är en klockväxtart som beskrevs av Henry Allan Gleason. Centropogon fulvus ingår i släktet Centropogon och familjen klockväxter. Inga underarter finns listade i Catalogue of Life.